# Johannes Hassebroek
Johannes Hassebroek (Halle, 11 luglio 1910 – Westerstede, 17 aprile 1977) è stato un militare tedesco, comandante delle SS.
Fu comandante del campo di concentramento di Gross-Rosen e dei suoi sottocampi dall'ottobre 1943 fino alla conclusione del conflitto. Fu processato per i suoi crimini dalle autorità di occupazione britanniche, fu condannato all'ergastolo e rilasciato nel 1954. Il successivo processo da parte delle autorità della Germania occidentale si rivelò infruttuoso.

## Biografia
Nacque ad Halle, figlio di una guardia carceraria che aderì a Der Stahlhelm dopo aver prestato servizio nella Prima guerra mondiale. Il padre lo incoraggiò a impegnarsi nella politica di destra e lo iscrisse al movimento giovanile conservatore Bismarckbund. Il giovane Hassebroek tentò anche di arruolarsi nell'esercito, ma fu respinto a causa della riduzione numerica imposta dai termini del Trattato di Versailles, e divenne apprendista in una fabbrica.
Inizialmente continuò a far parte del Bismarckbund, e all'età di 19 anni entrò a far parte delle Sturmabteilung, iscrivendosi al Partito Nazista l'anno successivo (n° 256 527). Perse il lavoro nel 1931 e trascorse tre anni da disoccupato, durante i quali la sua fede nel nazismo si rafforzò. Durante questo periodo, partecipò regolarmente agli scontri in strada delle SA contro i sostenitori del Partito Comunista e fu anche consigliere volontario della Gioventù hitleriana. Nel 1934 il partito gli procurò un lavoro presso l'Associazione dei pescatori sassoni, incarico che terminò quando i loro uffici furono trasferiti a Berlino, lasciando Hassebroek nuovamente disoccupato. Si sposò nel 1937 ed ebbe tre figli.

### Carriera
Nel giugno 1934 lasciò le SA per entrare nelle SS (n° 107 426), su consiglio di un amico che gli aveva suggerito che l'appartenenza alle SS lo avrebbe agevolato a entrare in polizia. Fu assegnato a un incarico amministrativo con scarse prospettive di avanzamento di carriera, dopo che gli psicologi delle SS lo ritennero troppo compiacente e privo della fermezza necessaria per un ufficiale. Tuttavia, presentò ricorso contro tale decisione e gli fu permesso di entrare nel programma di addestramento per ufficiali a Braunschweig. Inizialmente non superò la selezione, ma, in seguito a un altro ricorso, gli fu data una seconda opportunità e, all'età di 26 anni, superò il corso e gli fu offerto un periodo di prova come ufficiale delle SS.
Il primo incarico di Hassebroek fu come membro delle SS-Totenkopfverbände di stanza nel campo di concentramento di Esterwegen. I rapporti dei suoi superiori all'epoca criticavano la sua mancanza di personalità, pur evidenziando un miglioramento. Quando Esterwegen fu chiuso nel 1936, fu trasferito a un'unità vicino al campo di concentramento di Sachsenhausen prima di essere inviato per l'addestramento nella Wehrmacht, e fu mandato al fronte allo scoppio della Seconda guerra mondiale. Tuttavia, rimase un membro delle SS, aggregato alla 3. SS-Panzerdivision "Totenkopf" di Theodor Eicke. I rapporti di Hassebroek migliorarono significativamente durante il corso della guerra e nel 1942 fu promosso Hauptsturmführer.

### Comandante del campo di concentramento
Nell'estate del 1942 Hassebroek contrasse una malattia e riportò una ferita alla gamba destra, eventi che lo costrinsero a lunghi ricoveri negli ospedali militari di Riga, Monaco e Berlino. In quest'ultima struttura incontrò Richard Glücks, responsabile generale dei campi di concentramento, che presto chiese che Hassebroek fosse assegnato alle sue unità.
Rientrato a Sachsenhausen nell'agosto del 1942, vi rimase fino all'ottobre del 1943, quando gli fu affidato il comando del campo di concentramento di Gross-Rosen, in sostituzione di Wilhelm Gideon. Il campo di cui Hassebroek assunse la direzione contava inizialmente solo 3 000 detenuti, ma sotto il suo comando crebbe rapidamente di dimensioni e, al momento della chiusura, ne contava addirittura 80 000.
Alla fine del 1944, Hassebroek, che nel frattempo era stato promosso Sturmbannführer, aveva anche la responsabilità di tredici sottocampi istituiti per far fronte al grave sovraffollamento di Gross-Rosen. Si stima che sotto il comando di Hassebroek fossero decedute fino a 100 000 persone nel campo. Da parte sua, Hassebroek fu giudicato un successo nel suo nuovo ruolo, con Glücks che verso la fine del conflitto riferì che "emana fiducia in se stesso e durezza".

## Nel dopoguerra
Nel 1945 Hassebroek fu arrestato dai cecoslovacchi prima di essere consegnato all'esercito britannico, che lo sottopose a processo. Fu condannato a morte, ma la pena fu presto commutata in ergastolo e infine in quindici anni di carcere. Fu rilasciato nel 1954.
Si stabilì a Braunschweig, dove lavorò come agente di commercio fino al 1967, anno in cui fu arrestato in base alle leggi tedesche per il suo ruolo avuto nei campi di concentramento. Fu accusato di essere personalmente responsabile dell'uccisione di nove ebrei e di altri tre detenuti a Gross-Rosen, in parte sulla base delle prove derivanti dalle testimonianze rese da Oskar Schindler all'inizio del decennio. Nel processo che ne seguì, fu assolto dal tribunale di Braunschweig e, in seguito a un ricorso dell'accusa, nuovamente dalla Corte costituzionale federale tedesca. Rimase sotto inchiesta fino alla sua morte, avvenuta nel 1977.
Fino al 1977, Hassebroek conservò una forte nostalgia per il periodo trascorso nelle SS, commentando allo storico israeliano Tom Segev che "il nostro servizio fu un'esperienza emotiva di enorme forza. Credevamo non solo negli stessi valori e ideali - credevamo l'uno nell'altro". Affermò inoltre di non essere stato coinvolto nelle uccisioni, sostenendo che "tutto ciò che so sulle atrocità di Gross-Rosen l'ho appreso durante i processi contro di me".